# Vlag van Bilzen
De vlag van Bilzen werd door de gemeenteraad op 16 maart 1989 officieel vastgesteld als de gemeentelijke vlag van de Belgisch Limburgse gemeente Bilzen. Op 6 juni 1989 werd hij door het ministerieel besluit bevestigd en uiteindelijk gepubliceerd op 8 november 1989 in het officiële Belgisch Staatsblad.
Officieel wordt de vlag beschreven als:
Drie even hoge banen van geel, van rood en van groen.
De kleuren van de vlag zijn afkomstig op het gemeentewapen. Geel en rood zijn de kleuren van het graafschap Loon, groen is de kleur van de boom op het gemeentewapen.
In 2025 is Bilzen samen met Hoeselt opgegaan in de gemeente Bilzen-Hoeselt. De vlag is daardoor als gemeentevlag komen te vervallen.

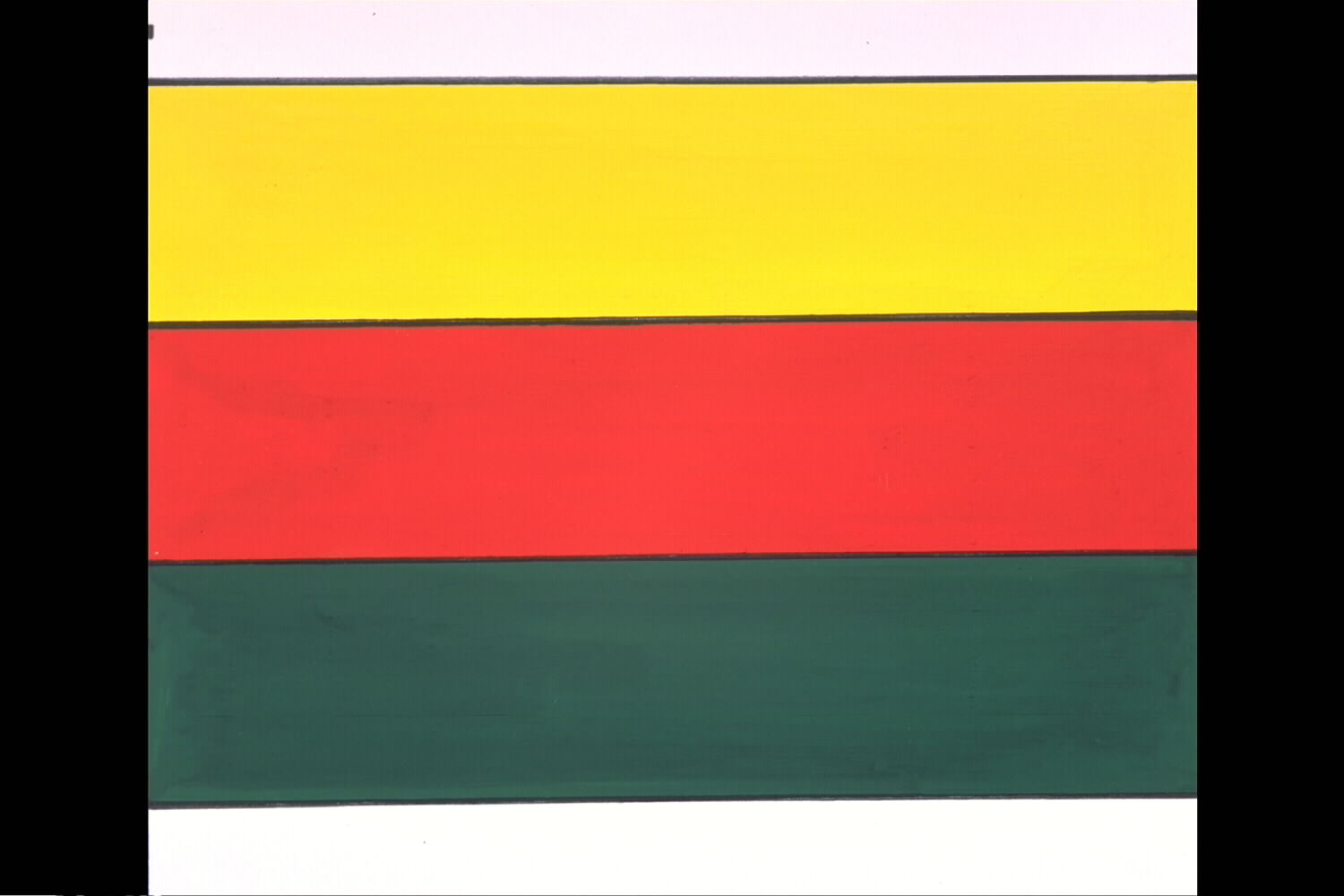
Officiële tekening van de vlag